# Soupe aux truffes noires VGE
La soupe aux truffes noires VGE, ou soupe Élysée, est une spécialité culinaire créée en 1975 par le chef Paul Bocuse, et dédiée au président de la République française Valéry Giscard d'Estaing (surnommé « VGE »).

## Histoire
La soupe aux truffes noires VGE fut créée le 25 février 1975 par le chef Paul Bocuse, pour un banquet organisé par le président Valéry Giscard d'Estaing et son épouse Anne-Aymone au palais de l'Élysée, en l'honneur de son admission au grade de chevalier de la Légion d'honneur.
Au moment de servir la soupe recouverte de son feuilletage, Paul Bocuse dit à son hôte : « Monsieur le président, on va casser la croûte ». Tout était parti d'un canular : en 1975, Bocuse reçut un courrier farceur à l'en-tête de l'Élysée, lui annonçant que le président allait lui remettre la Légion d'honneur. Valéry Giscard d'Estaing, informé, lui remit la même année la décoration. C'est pour la réception au palais présidentiel que Paul Bocuse prépara cette soupe devenue célèbre,.
Au menu du banquet figuraient également, :
- Escalope de saumon de Loire à l'oseille de Jean et Pierre Troisgros ;
- Canard Claude Jolly de Michel Guérard ;
- Petites Salades du Moulin de Roger Vergé ;
- fromages ;
- gâteau au chocolat, baptisé Président en l'honneur de leur hôte, du chocolatier Maurice Bernachon[6].

L’Élysée fournit pour ce festin des vins et eaux-de-vie de vin français de prestige : 
- montrachet 1970 du domaine de la Romanée-Conti, château Margaux 1926, morey-saint-denis Dujac 1969 et champagne Louis Roederer 1926 ;
- Grand Bas-Armagnac Laberdolive 1893 et Grande Fine Champagne.

Le choix des cuvées 1926 pour le château Margaux et le champagne est une référence à l'année de naissance de Paul Bocuse (né le 11 février 1926) et Valéry Giscard d'Estaing (né le 2 février 1926).
La soupe aux truffes noires VGE figure depuis sa création au menu de L'Auberge du Pont de Collonges, le restaurant gastronomique de Paul Bocuse.

## Composition
Une portion de soupe VGE est composée de 20 grammes de truffes noires fraîches, crues et râpées, de 20 grammes de foie gras, de 20 grammes de paleron ou de blanc de poulet pochés, d'une cuillerée à potage de Noilly Prat, d'une louche de consommé double, de bœuf ou de volaille, et de 2 cuillerées à potage d'un matignon composé à parts égales de carottes, d'oignons, de céleri et de champignons étuvés au beurre,,.
La soupe est préparée et servie dans une soupière à « gratinée lyonnaise » et obturée par une fine abaisse de pâte feuilletée, qui permet de la cuire à l'étouffée (pour concentrer tous les parfums de la soupe à l'intérieur de la soupière) 20 minutes dans un four à 220 °C. Elle se consomme après avoir cassé la croûte dans la soupière.

## Inspiration
Dans ses mémoires parus fin 2005, Paul Bocuse indique s'être inspiré de deux recettes pour créer la soupe VGE : une soupe au poulet et au bœuf agrémentée d'une râpée de truffes qu'il avait dégustée chez des paysans ardéchois et une truffe recouverte d'un feuilletage, à la manière d'une chicken pie, que lui servit Paul Haeberlin lors d'une partie de chasse en Alsace. « J'ai simplement mélangé les deux recettes », déclara-t-il à Valéry Giscard d'Estaing.

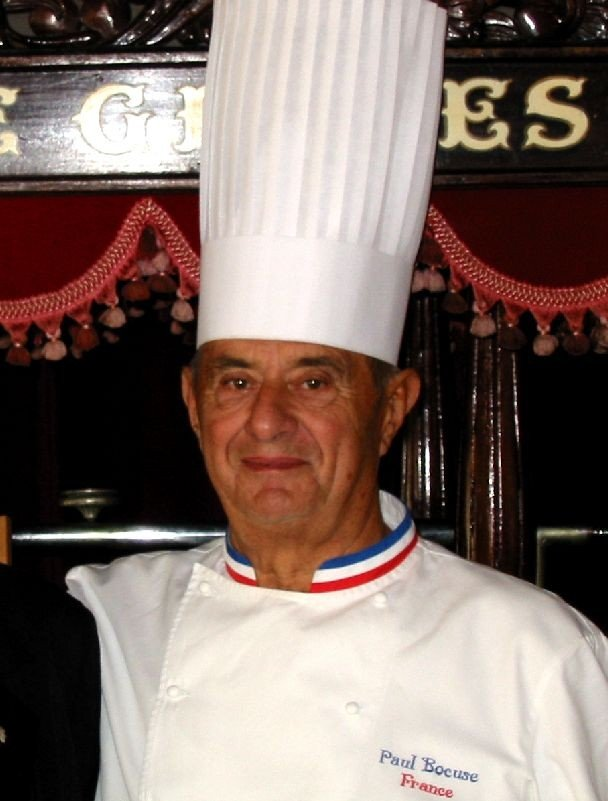
Paul Bocuse
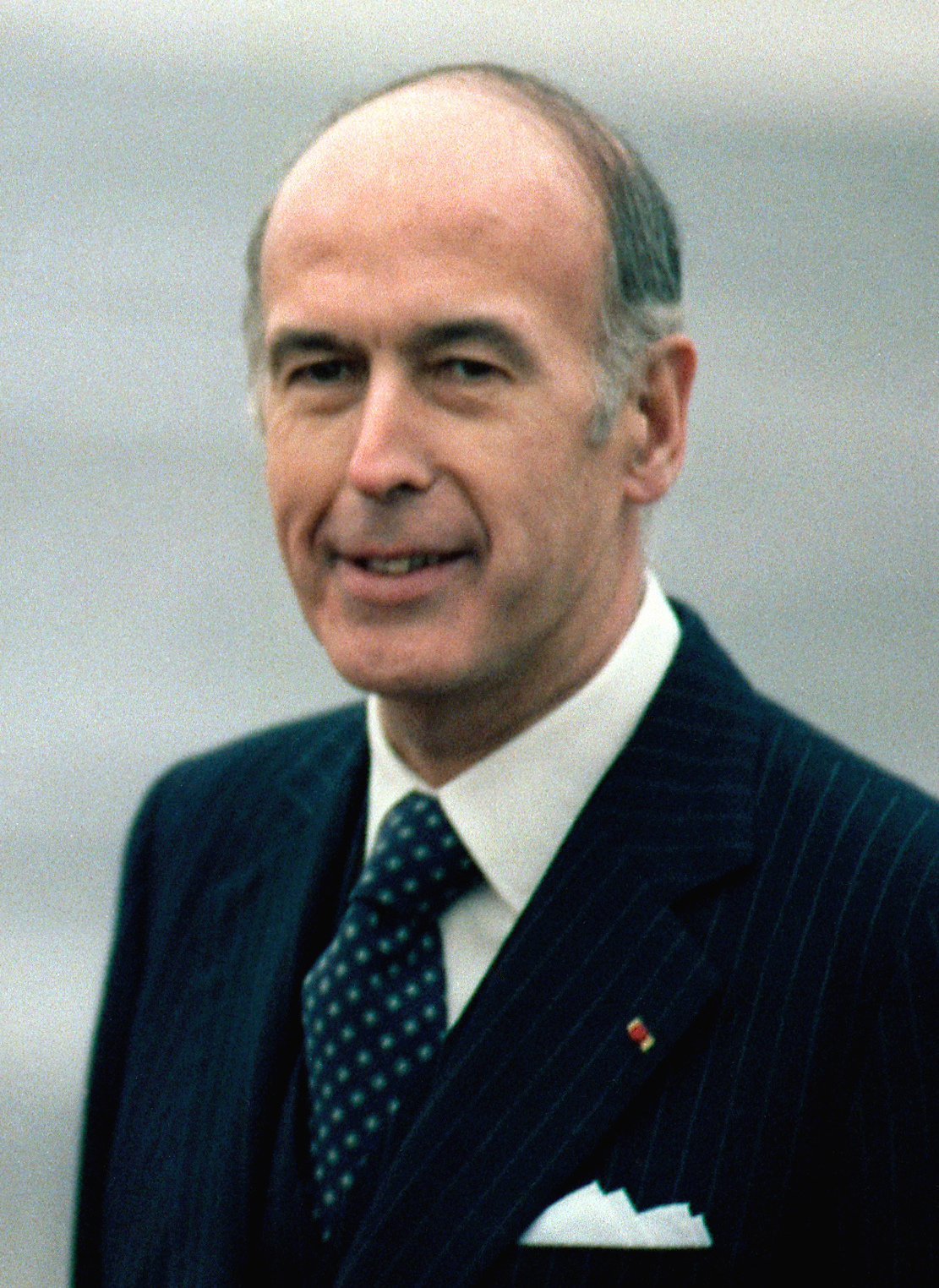
Valéry Giscard d'Estaing
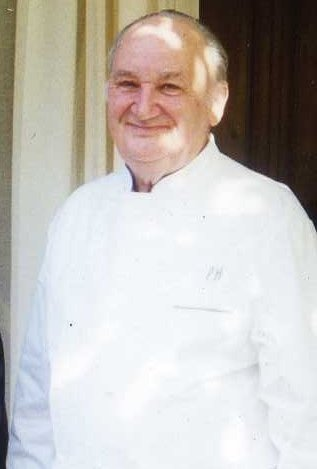
Paul Haeberlin

## Évocation
Sur une médaille frappée par la ville de Lyon en 2013, on peut voir représentés Paul Bocuse et la mère Brazier ; en fond, les architectures des anciennes Halles de Lyon, les Halles modernes sous le « crayon » de la Part-Dieu et l'Hôtel-Dieu ; au centre, les deux plats suivants : la soupe aux truffes VGE de Paul Bocuse et la poularde de Bresse demi-deuil de la mère Brazier.